# Sigurður Ormsson
Sigurður Ormsson (1148 - 1235) fue un caudillo medieval y goði del clan Svínfellingar. Hijo de Ormur Jónsson Svínfellingur, se hizo cargo del clan familiar cuando su padre se hizo monje en 1179. Tuvo un enfrentamiento con el obispo Torlak sobre competencias de la iglesia y asuntos locales, su frase más famosa fue:
«Los islandeses y los extranjeros no pueden ponerse de acuerdo por encima de nuestros derechos.»
A diferencia del Staðamál (1179) encabezado por Jón Loftsson contra la Iglesia católica, Sigurður fue poco agresivo en su posición contra el obispo Guðmundur Arason.
Sigurður era un gran amigo de Kolbeinn Tumason y también cuñado, pues estaba casado con su hermana Sigríð; estuvo a su lado cuando se iniciaron enfrentamientos armados contra el obispo. Ambos participaron en la batalla de Víðines donde Kolbeinn cayó en el campo de batalla y Sigurður pudo escapar. Vivió muchos años en su hacienda de Möðruvellir y en los últimos años de su vida se hizo monje del monasterio de Munkaþverá y allí murió.